# Red (album Taylor Swift)
Red è il quarto album in studio della cantante statunitense Taylor Swift, pubblicato il 22 ottobre 2012 per l'etichetta discografica Big Machine Records. L'album è stato annunciato via live chat dalla stessa Swift il 13 agosto 2012.
Musicalmente, l'album rappresenta una novità per Taylor Swift, che alla musica country accosta canzoni pop, rock e influenze da altri generi come arena rock, britrock, dance pop e dubstep. Concettualmente, Red si incentra sulla fine di una relazione e sui sentimenti tumultuosi e contrastanti da essa derivati.
Red ha debuttato alla prima posizione della Billboard 200, risultando l'album con più alte vendite nella sua prima settimana dal 2002, e il secondo album di un'artista femminile ad aver venduto di più al suo debutto. Secondo Rolling Stone, è il 31° miglior album del 2012. A marzo 2015, l'album ha venduto 4.160.000 copie negli Stati Uniti.

## Descrizione

### Composizione
Swift annunciò nell'ottobre del 2011 di aver scritto venticinque canzoni per un nuovo album. Durante l'annuncio di Red precisò che l'album avrebbe contenuto 16 tracce, scelte tra le 30 scritte nei due anni precedenti.

### Testi e tematiche
Swift ha definito Red come il suo "unico vero album sulla fine di una relazione". Mentre le sonorità dell'album vanno oltre le radici musicali di Taylor Swift, il tipo di narrazione della cantautrice rimane ancorato alla sua sensibilità country. I testi dei brani approfondiscono i tumultuosi sentimenti legati alla fine di un amore. Rispetto ai temi fiabeschi e ai lieto fine delle precedenti canzoni di Swift, Red affronta la dolorosa realtà della fine di una storia d'amore.
Pitchfork descrive l'album come un disco incentrato sulla "scomparsa", intesa come perdita di un amore, di un'amicizia o ancora come un distacco dal precedente stile country della Swift; la copertina dell'album, che ritrae la cantante mentre guarda verso il basso con il volto seminascosto dall'ombra del suo cappello, rifletterebbe queste tematiche. Alcuni critici hanno notato delle somiglianze con la copertina di Blue di Joni Mitchell del 1971, il cui stile di cantautorato ha influenzato Swift nella realizzazione di Red.

### Titolo
Durante la webchat del 13 agosto Swift spiegò la scelta del titolo: «Tutte le diverse emozioni di cui ho scritto in quest'album sono incentrate sulle tumultuose, pazze, insane, intense, quasi tossiche relazioni che ho sperimentato negli ultimi due anni. Tutte queste emozioni - che vanno dall'amore intenso, la frustrazione intensa, gelosia, confusione, tutte queste - nella mia mente, tutte queste emozioni sono rosse. Sapete, non c'è niente nel mezzo. Non c'è niente di beige su nessuno di questi sentimenti.»

### Pubblicazione
Il 13 agosto 2012 durante la live chat organizzata su YouTube per i fan, Swift annunciò di aver terminato la realizzazione di un nuovo album, intitolato appunto Red, in uscita il 22 ottobre; presentò la copertina e il primo singolo We Are Never Ever Getting Back Together.
Il 5 ottobre è stata resa pubblica la tracklist ufficiale dell'album.

## Promozione

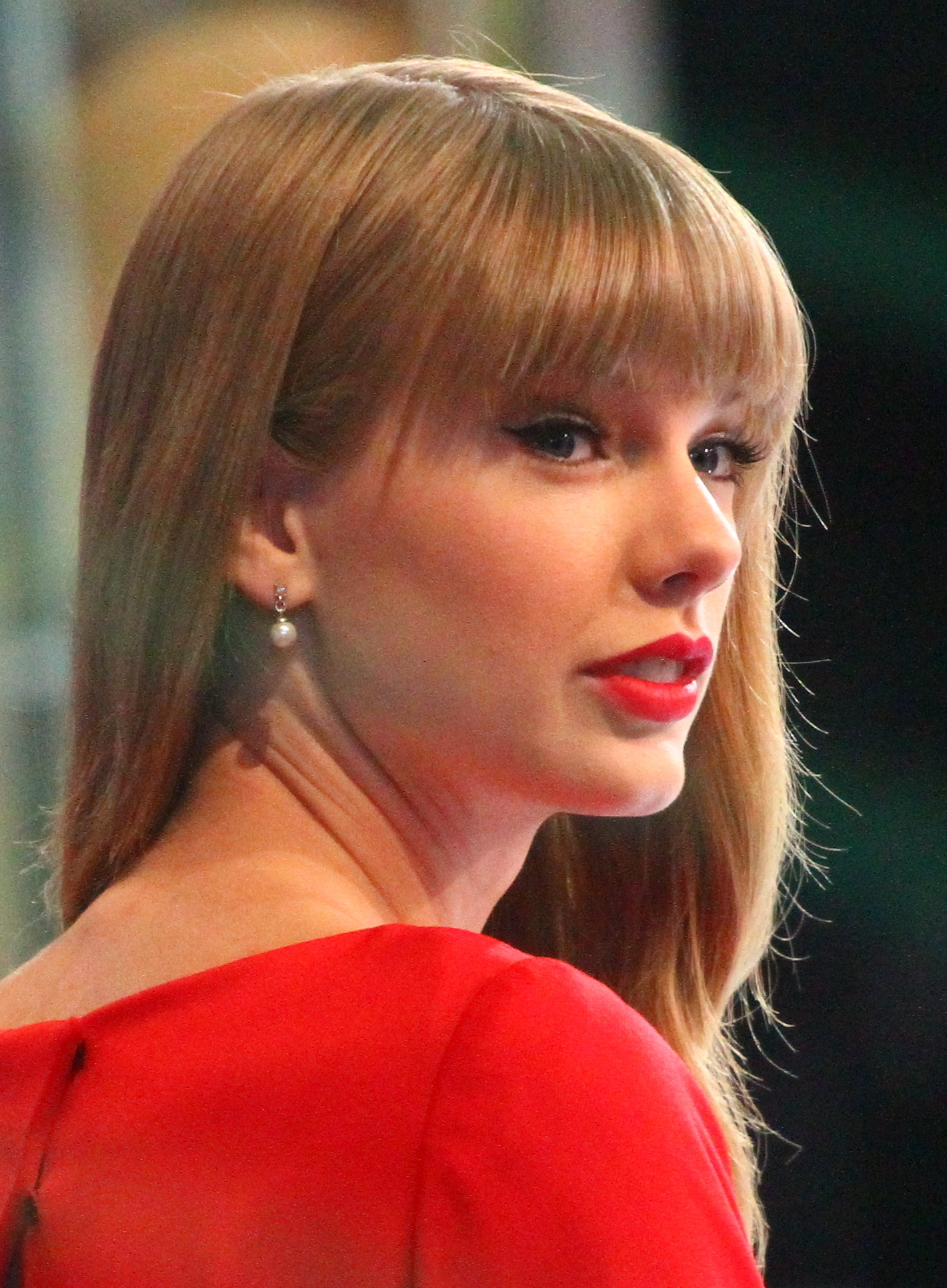
Taylor Swift promuove l'album Red a Good Morning America nell'ottobre 2012.

Ogni lunedì di ottobre fino alla data di uscita dell'album, Swift ha presentato un brano tratto dall'album, pubblicato successivamente come singolo o singolo promozionale. I singoli pubblicati con questa iniziativa sono: Begin Again, Red, I Knew You Were Trouble e State of Grace.
In occasione dell'uscita dell'album la casa discografica di Swift ha stretto un accordo con una nota catena di pizzerie statunitensi, la Papa John's Pizza, con la quale ha distribuito 8.000 copie dell'album. L'accordo prevedeva la vendita dell'album presso i ristoranti ad un prezzo minore da quello di vendita ($13) e la possibilità di acquistarlo in un menu creato apposta per Red che comprendeva una pizza grande e l'album ad un prezzo di $22. Inoltre, sui cartoni per le pizze era raffigurato il viso di Swift.

### Singoli
- We Are Never Ever Getting Back Together fu annunciato e pubblicato come singolo durante la live chat su YouTube del 13 agosto 2012.[33] Dopo cinquanta minuti dalla pubblicazione il brano raggiunse la vetta della classifica di iTunes US, registrando il record del singolo con le vendite più veloci, appartenuto in precedenza a Born This Way di Lady Gaga.[43] Il brano raggiunse le 623.000 copie vendute nella prima settimana negli Stati Uniti, e debuttò alla prima posizione della Billboard Hot Digital Songs, divenendo il singolo di un'artista donna con le maggiori vendite digitali nella prima settimana.[44] Inoltre, con un'audience radiofonica di oltre quaranta milioni di ascoltatori risulta essere il brano country di un'artista donna con l'audience più alta degli ultimi ventun'anni,[45] e il singolo country con la più lunga permanenza nella Billboard Hot 100 dal singolo Lady di Kenny Rogers del 1980.[46]
- Swift si esibì in Begin Again il 24 settembre 2012 a Good Morning America e lo pubblicò su iTunes il giorno seguente come singolo promozionale. Il singolo è stato ufficialmente pubblicato il 1º ottobre 2012 come secondo singolo dell'album.[47] È stato girato un video per il singolo, ambientato per le strade di Parigi.[48]
- I Knew You Were Trouble è stato presentato l'8 ottobre all'edizione del lunedì di Good Morning America,[49] e pubblicato come singolo ufficiale il 10 dicembre 2012.
- Il 12 marzo è uscito il suo nuovo singolo 22
- Il 6 giugno è uscito il suo nuovo singolo Everything Has Changed realizzato in collaborazione con Ed Sheeran.
- Il 3 luglio è uscito il suo nuovo singolo Red, il cui video musicale presenta scene del Red World Tour.
- Il 15 novembre 2013 è uscito il suo nuovo singolo The Last Time, il cui video musicale presenta delle scene del Red World Tour. Canzone e video sono stati realizzati in collaborazione con Gary Lightbody.

### Singoli promozionali
- Red: la cantante si esibì live per la prima volta nel brano ai BBC Radio 1 Teen Awards a Londra. Grazie all'esibizione il singolo debuttò alla ventiseiesima posizione della Official Singles Chart.[50]
- Il 16 ottobre è stato pubblicato come quarto singolo promozionale State of Grace, un brano dalle sfumature rock che riporta allo stile musicale degli U2, che ha raggiunto in poche ore la vetta della classifica di iTunes US.[51]

### Esibizioni e ilRed Tour
Il giorno dopo l'uscita dell'album Taylor Swift ha tenuto un mini-concerto per Good Morning America per festeggiare finalmente la pubblicazione di Red; si è esibita nel singolo We Are Never Ever Getting Back Together e in Red.
Nell'ottobre del 2012 la cantante ha annunciato la partenza del Red Tour prevista per la primavera del 2013. Il tour è partito da Omaha, Nebraska il 13 marzo e toccherà numerose città del Nord America, per terminare il 21 settembre 2013. Il leg nordamericano è formato in totale da 48 tappe.

## Tracce
Testi e musiche di Taylor Swift, eccetto dove indicato.
1. State of Grace – 4:56
2. Red – 3:43
3. Treacherous – 4:02 (Taylor Swift, Dan Wilson)
4. I Knew You Were Trouble – 3:39 (Taylor Swift, Max Martin, Shellback)
5. All Too Well – 5:29 (Taylor Swift, Liz Rose)
6. 22 – 3:52 (Taylor Swift, Max Martin, Shellback)
7. I Almost Do – 4:04
8. We Are Never Ever Getting Back Together – 3:11 (Taylor Swift, Max Martin, Shellback)
9. Stay Stay Stay – 3:25
10. The Last Time (feat. Gary Lightbody) – 4:59 (Taylor Swift, Gary Lightbody, Jacknife Lee)
11. Holy Ground – 3:22
12. Sad Beautiful Tragic – 4:44
13. The Lucky One – 4:00
14. Everything Has Changed (feat. Ed Sheeran) – 4:05 (Taylor Swift, Ed Sheeran)
15. Starlight – 3:40
16. Begin Again – 3:57

Tracce bonus nell'edizione deluxe
1. The Moment I Knew – 4:46 (Taylor Swift)
2. Come Back... Be Here – 3:43 (Taylor Swift, Dan Wilson)
3. Girl at Home – 3:40
4. Treacherous (Original Demo) – 4:00 (Taylor Swift, Dan Wilson)
5. Red (Original Demo) – 3:47 (Taylor Swift)
6. State of Grace (Acoustic Version) – 5:23

## Successo commerciale
Red al suo debutto sulla piattaforma digitale iTunes ha registrato 566.000 download nel mondo, arrivando alla prima posizione di quarantadue paesi e registrando un nuovo record per le vendite digitali. 465.000 download, di quei 566.000 totali, sono stati effettuati nei soli Stati Uniti, Swift ha così battuto il suo stesso record di vendite digitali nel Paese, appartenuto precedentemente all'album Speak Now.

### Stati Uniti e Canada
Red nella sua prima settimana di pubblicazione ha venduto 1.208.000 copie nei soli Stati Uniti, risultando l'album con maggiori vendite nella prima settimana dal 2002, quando Eminem con The Eminem Show riuscì a vendere 1.322.000 copie. Con queste altissime vendite l'album si è imposto alla vetta dalla Billboard 200, diventando la terza numero uno di Swift in tale classifica e il diciottesimo album dall'esistenza di SoundScan, che controlla i dati di vendita dal 1991, a vendere un milione nella prima settimana. Swift è inoltre seconda artista donna ad aver venduto di più nella sua prima settimana; la prima è Britney Spears con l'album Oops!... I Did It Again, che vendette 1.319.000 copie. L'album ha inoltre stabilito un record assoluto su iTunes, divenendo l'album con le più alte vendite della storia dell'applicazione, con 465.000 copie vendute. Nella settimana dell'8 novembre 2012, ovvero nella sua seconda settimana in classifica, Red mantiene la vetta della Billboard 200 vendendo 345.000 copie; vendendo così 1.553.000 copie in sole due settimane. Nella terza settimana le vendite calano del 43%, ma nonostante questo l'album riesce a mantenere la vetta con 196.000 copie vendute, divenendo così l'album di Swift con la più lunga permanenza alla numero uno della Billboard 200. Nella settimana successiva abbandona la prima posizione, scendendo alla seconda e registrando un ulteriore calo di vendite, vende infatti 145.000. L'album mantiene la seconda posizione anche nella sua quinta settimana di pubblicazione, registrando un leggero incremento delle vendite (185.000 copie); Red raggiunge così in totale 2.000.000 di copie vendute e Swift supera la soglia dei 20.000.000 di album venduti in totale, che le permettono di divenire la quarta artista donna country con più vendite della storia, dietro solo a Shania Twain, Reba McEntire e LeAnn Rimes. Dopo aver passato la sua terza settimana consecutive alla numero due, l'album riesce ad ottenere di nuovo la vetta della classifica, vendendo 167.000 copie.
Durante la sua ottava settimana in classifica l'album mantiene la numero uno per la quinta settimana non consecutiva, e ha un incremento delle vendite del 25% che lo portano a registrare 208.000 copie vendute.
In Canada Red ha debuttato alla 1 con 93.000 copie vendute, divenendo il terzo album della Swift a raggiungere tale posizione.
A marzo 2015, l'album aveva venduto negli USA 4.160.000 copie.
Ad oggi (settembre 2020) ha totalizzato 160 settimane in classifica nella Billboard 200 album.

### Regno Unito
Nel Regno Unito dopo il buon successo dei singoli, Red ha debuttato direttamente alla numero della Official Albums Chart con 61.000 copie vendute, divenendo il primo album della Swift a raggiungere la cima della classifica inglese.

### Australia e Nuova Zelanda
Red ha debuttato alla prima posizione della classifica australiana, divenendo il secondo album di Taylor Swift a debuttare e raggiungere la prima posizione; l'altro suo album ad aver raggiunto la prima posizione al suo debutto è Speak Now. In concomitanza all'uscita dell'album è entrato in classifica anche il brano Everything Has Changed in collaborazione con il cantautore Ed Sheeran, alla posizione numero settantacinque; il brano non era stato pubblicato come singolo, ma è stato successivamente distribuito nelle radio australiane la settimana del 29 aprile 2013. L'album è rimasto alla vetta della classifica anche la settimana successiva, risultando, all'epoca, l'album con la più lunga permanenza di Swift nella classifica della ARIA Charts.

## Classifiche
| Classifica (2012/2013) | Posizione massima |
| ---------------------- | ----------------- |
| Australia              | 1                 |
| Austria                | 3                 |
| Belgio (Fiandre)       | 2                 |
| Belgio (Vallonia)      | 25                |
| Canada                 | 1                 |
| Danimarca              | 3                 |
| Finlandia              | 49                |
| Francia                | 26                |
| Germania               | 5                 |
| Giappone               | 3                 |
| Irlanda                | 1                 |
| Italia                 | 3                 |
| Messico                | 4                 |
| Norvegia               | 2                 |
| Nuova Zelanda          | 1                 |
| Paesi Bassi            | 7                 |
| Portogallo             | 8                 |
| Regno Unito            | 1                 |
| Spagna                 | 4                 |
| Stati Uniti            | 1                 |
| Stati Uniti (country)  | 1                 |
| Svezia                 | 8                 |
| Svizzera               | 9                 |

### Classifiche di fine anno
| Classifica di fine anno (2012) | Posizione |
| ------------------------------ | --------- |
| Australia                      | 7         |
| Canada                         | 10        |
| Danimarca                      | 84        |
| Giappone                       | 64        |
| Nuova Zelanda                  | 7         |
| Stati Uniti                    | 4         |
| Classifica di fine anno (2013) | Posizione |
| Belgio (Fiandre)               | 140       |
| Canada                         | 8         |
| Nuova Zelanda                  | 15        |
| Regno Unito                    | 27        |
| Stati Uniti                    | 2         |
| Classifica di fine anno (2014) | Posizione |
| Stati Uniti                    | 106       |

## Red (Taylor's Version)
Nell'agosto 2019 Taylor Swift ha annunciato che avrebbe registrato nuovamente i suoi primi sei album in seguito alla vendita dei diritti della Big Machine all'imprenditore statunitense Scooter Braun. L'11 febbraio 2021 la cantante ha annunciato che gli album avrebbero manutenuto i titoli originari ma con l'aggiunta della dicitura Taylor's Version tra parentesi al fine di sottolineare il possesso della registrazione.
A giugno 2021 annuncia Red (Taylor's Version) per il 12 novembre. La lista delle tracce dell'album è stata confermata attraverso un cruciverba pubblicato sui social dell'artista le cui soluzioni sono state rese disponibili direttamente sul suo sito.
Il 17 marzo 2023 Swift ha reso disponibile Safe & Sound (Taylor's Version) e Eyes Open (Taylor's Version), originariamente incluse nella colonna sonora The Hunger Games: Songs from District 12 and Beyond. I brani sono stati successivamente inclusi nell'EP digitale The More Red (Taylor's Version) Chapter.

### Tracce
Testi e musiche di Taylor Swift, eccetto dove indicato.
1. State of Grace (Taylor's Version) – 4:55
2. Red (Taylor's Version) – 3:43
3. Treacherous (Taylor's Version) – 4:02 (Taylor Swift, Dan Wilson)
4. I Knew You Were Trouble (Taylor's Version) – 3:39 (Taylor Swift, Max Martin, Shellback)
5. All Too Well (Taylor's Version) – 5:29 (Taylor Swift, Liz Rose)
6. 22 (Taylor's Version) – 3:50 (Taylor Swift, Max Martin, Shellback)
7. I Almost Do (Taylor's Version) – 4:04
8. We Are Never Ever Getting Back Together (Taylor's Version) – 3:13 (Taylor Swift, Max Martin, Shellback)
9. Stay Stay Stay (Taylor's Version) – 3:25
10. The Last Time (feat. Gary Lightbody) (Taylor's Version) – 4:59 (Taylor Swift, Gary Lightbody, Jacknife Lee)
11. Holy Ground (Taylor's Version) – 3:22
12. Sad Beautiful Tragic (Taylor's Version) – 4:44
13. The Lucky One (Taylor's Version) – 4:00
14. Everything Has Changed (feat. Ed Sheeran) (Taylor's Version) – 4:05 (Taylor Swift, Ed Sheeran)
15. Starlight (Taylor's Version) – 3:40
16. Begin Again (Taylor's Version) – 3:58
17. The Moment I Knew (Taylor's Version) – 4:45
18. Come Back... Be Here (Taylor's Version) – 3:43 (Taylor Swift, Dan Wilson)
19. Girl at Home (Taylor's Version) – 3:40
20. State of Grace (Acoustic Version) (Taylor's Version) – 5:21
21. Ronan (Taylor's Version) – 4:24 (Taylor Swift, Maya Thompson)
22. Better Man (Taylor's Version) (From the Vault) – 4:57
23. Nothing New (feat. Phoebe Bridgers) (Taylor's Version) (From the Vault) – 4:18
24. Babe (Taylor's Version) (From the Vault) – 3:44 (Taylor Swift, Patrick Monahan)
25. Message in a Bottle (Taylor's Version) (From the Vault) – 3:45 (Taylor Swift, Max Martin, Shellback)
26. I Bet You Think About Me (feat. Chris Stapleton) (Taylor's Version) (From the Vault) – 4:45 (Taylor Swift, Lori McKenna)
27. Forever Winter (Taylor's Version) (From the Vault) – 4:23 (Taylor Swift, Mark Foster)
28. Run (feat. Ed Sheeran) (Taylor's Version) (From the Vault) – 4:00 (Taylor Swift, Ed Sheeran)
29. The Very First Night (Taylor's Version) (From the Vault) – 3:20 (Taylor Swift, Amund Bjørklund, Espen Lind)
30. All Too Well (10 Minute Version) (Taylor's Version) (From the Vault) – 10:13 (Taylor Swift, Liz Rose)

Traccia bonus nell'edizione digitale
1. A Message from Taylor – 0:25 (Taylor Swift)

### Classifiche

#### Classifiche settimanali
| Classifica (2021) | Posizione massima |
| ----------------- | ----------------- |
| Argentina         | 1                 |
| Australia         | 1                 |
| Belgio (Fiandre)  | 3                 |
| Belgio (Vallonia) | 5                 |
| Canada            | 1                 |
| Croazia           | 4                 |
| Danimarca         | 3                 |
| Finlandia         | 6                 |
| Francia           | 10                |
| Giappone          | 17                |
| Grecia            | 15                |
| Irlanda           | 1                 |
| Islanda           | 4                 |
| Italia            | 8                 |
| Lituania          | 4                 |
| Norvegia          | 1                 |
| Nuova Zelanda     | 1                 |
| Paesi Bassi       | 3                 |
| Portogallo        | 4                 |
| Regno Unito       | 1                 |
| Repubblica Ceca   | 32                |
| Slovacchia        | 43                |
| Spagna            | 3                 |
| Stati Uniti       | 1                 |
| Svezia            | 8                 |
| Svizzera          | 7                 |
| Ungheria          | 27                |

#### Classifiche di fine anno
| Classifica (2021) | Posizione |
| ----------------- | --------- |
| Australia         | 19        |
| Austria           | 70        |
| Belgio (Fiandre)  | 96        |
| Irlanda           | 37        |
| Nuova Zelanda     | 39        |
| Paesi Bassi       | 75        |
| Portogallo        | 49        |
| Regno Unito       | 32        |
| Spagna            | 75        |
| Classifica (2022) | Posizione |
| Australia         | 23        |
| Belgio (Fiandre)  | 56        |
| Nuova Zelanda     | 26        |
| Regno Unito       | 52        |
| Spagna            | 58        |
| Classifica (2023) | Posizione |
| Portogallo        | 43        |
| Spagna            | 62        |
| Classifica (2024) | Posizione |
| Portogallo        | 49        |

### Date di pubblicazione
| Paese | Data di pubblicazione | Formato                          | Edizione | Etichetta | Note    |
| ----- | --------------------- | -------------------------------- | -------- | --------- | ------- |
| Mondo | 12 novembre 2021      | CD, download digitale, streaming | Standard | Republic  | [ 153 ] |